# Titan 4
Titan 4 byla nosná raketa provozovaná americkým letectvem v letech 1989 až 2005. Jednalo se o nejsilnější raketu řady Titan a v době svého uvedení to byla i nejsilnější raketa ve službách USAF nebo NASA. Starty se konaly na Cape Canaveral Air Force Station, nebo na Vandenberg Air Force Base. Po technické stránce se jednalo o vylepšenou verzi Titanu 3 a s možností připojení volitelného třetího stupně. Na nízkou oběžnou dráhu dokázal dopravit více než 20 tun nákladu, avšak vysoké náklady na jeho provoz nakonec vedly k jeho vyřazení. Poslední start se konal 19. října 2005 na základně Vandenberg.

## Pozadí

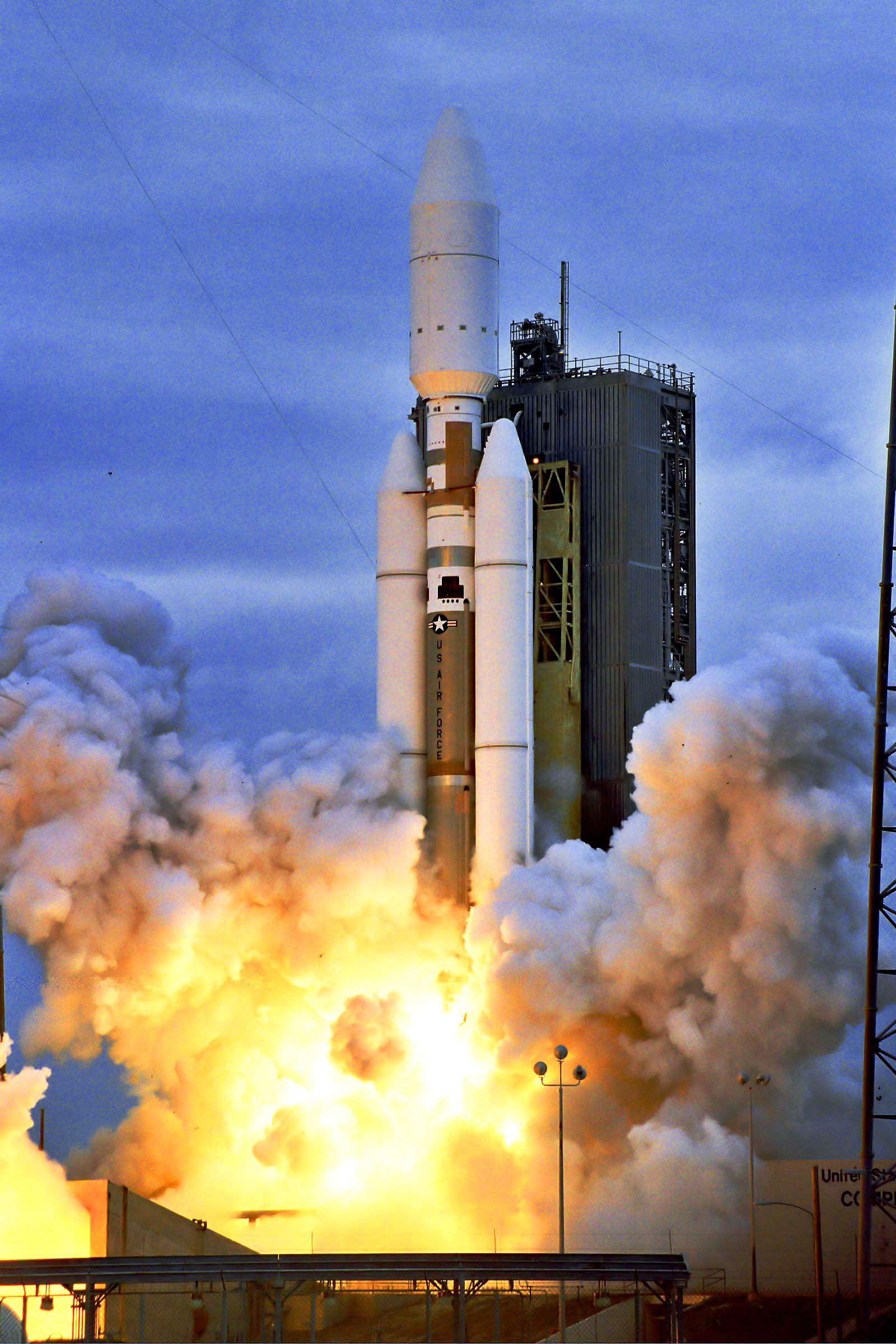
Start Titanu 4B, při startu pracují pouze pomocné motory a hlavní motory LR-87-11 jsou zažehnuty přibližně po dvou minutách letu.

Titan 4 patří do rodiny raket Titan, jejichž historie sahá do druhé poloviny padesátých let dvacátého století. Prvním zástupcem této řady raket byla první americká dvoustupňová mezikontinentální balistická raketa SM-68 Titan. Tato raná verze byla poháněná motory na RP-1 a kapalný kyslík. Kryogenní kapalný kyslík (LOX) nemohl být skladován dlouhodobě a proto bylo nutno rakety před vypuštěním natankovat. Kvůli snížení reakční doby byla vyvinuta vylepšená verze LGM-25 Titan 2 s motory na skladovatelné pohonné látky. Z Titanu 2 poté vznikla kosmická verze Titan 2 GLV pro program Gemini a přidáním dvou pomocných raket na tuhé pohonné látky vznikla řada Titan 3, původně zamýšlená pro program MOL (Manned Orbiting Laboratory). Po zrušení programu MOL byly rakety Titan 3 vybaveny slabšími pomocnými raketami a používány USAF jako nosič převážně vojenských nákladů. Vzniku Titanu 4 předcházela nehoda raketoplánu Challenger, po které se letectvo z programu Space Shuttle stáhlo a začalo vyvíjet vlastní nosič schopný dopravit na oběžnou dráhu stejný náklad, jako raketoplán.

## Popis a verze
Titan 4 byl vyráběn ve dvou variantách. Varianta Titan 4A byla v provozu od roku 1989 do roku 1998. Titan 4A byl v podstatě prodloužený Titan 34 s pomocnými motory převzatými z programu MOL, kompletně přepracovanou elektronikou. Dále bylo možno připojit třetí stupeň, na výběr byl nový stupeň Centaur G nebo Inertial Upper Stage, používaný pro starty z nákladového prostoru raketoplánu. Verze Titan 4B byla v provozu v letech 1997 až 2005. Tato verze byla vybavena novými pomocnými motory Titan USRM, který byly silnější, účinnější a bezpečnější než předchozí verze Titan UA-1207. Kvůli rozsáhlým vylepšením a hlavně bezpečnostním opatřením, které byly nezbytné z důvodu toxicity pohonných látek, cena rakety a náklady na odpálení velmi narostly a v roce 1999 dosahovala cena jednoho startu 432 milionů dolarů. Po roce 2000 se do služby dostaly nové rakety Delta IV a Atlas V, které se nosností Titanu 4 vyrovnaly a náklady na jejich provoz byly nižší. Titan 4 byl proto v roce 2005 vyřazen. Za svou kariéru vynášel převážně vojenské družice. Nejznámějším civilním nákladem byla planetární sonda Cassini-Huygens, vyslaná na průzkum Saturnu a jeho měsíce Titanu.

## Vyšší stupně
Titan 4 mohl startovat ve dvoustupňové konfiguraci, nebo mohl být vybaven třetími stupni Centaur nebo Inertial Upper Stage. Dvoustupňová verze byla používaná k vynášení nákladů na nízkou oběžnou dráhu Země. Verze Titan 4A byla schopna vynést 17 110 kg a verze Titan 4B až 21 680 kg. Další stupně se používaly pro vynášení nákladů na vyšší oběžné dráhy.

### Centaur G
Stupeň Centaur byl vyvinut na počátku šedesátých let a sloužil na raketách Atlas a starších verzích Titanů. Byl vybaven dvěma kyslíkovodíkovými motory RL-10A-3A. Verze pro Titan 4 byla původně vyvíjená pro starty z nákladového prostoru raketoplánu Space Shuttle. Po nehodě raketoplánu Challenger byl vývoj z bezpečnostních důvodů zrušen a stupeň byl přepracován pro použití na Titanu 4.
- tah: 146,8 kN
- specifický impuls: 444 sekund (4 360 N.s/kg)
- doba zážehu: 625 sekund
- průměr: 4,33 metru
- délka: 9 metrů
- hmotnost: 23 880 kg
- prázdná hmotnost: 2 775 kg

### Inertial Upper Stage
Stupeň IUS byl používán také na raketách Titan 3 a pro starty z nákladového prostoru raketoplánu. IUS tvořily dva stupně na tuhé pohonné látky. První stupeň IUS se nazýval ORBUS 21 a kromě IUS byl používán i jako druhý stupeň rakety Athena. Druhý stupeň IUS nesl název ORBUS 6.
IUS-1 ORBUS 21
- tah: 181,5 kN
- specifický impuls: 296 sekund (2 900 N.s/kg)
- doba zážehu: 152 sekund
- hmotnost: 10 840 kg

IUS-2 ORBUS 6
- tah: 78,4 kN
- specifický impuls: 304 sekund (2 980 N.s/kg)
- doba zážehu: 103 sekund
- hmotnost: 3 920 kg